# Guerra de las soberanías
La guerra civil de 1860 a 1862, también conocida como la Guerra de las Soberanías, o Guerra Magna, fue un conflicto militar colombiano que enfrentó al gobierno de Mariano Ospina Rodríguez y gobernantes que apoyaban la idea de la mantención del federalismo sin una mayor influencia sobre los mismos por parte del gobierno central, esto se originó por las reformas llevadas a cabo por los conservadores y el presidente. Los jefes liberales encabezados por el general Tomás Cipriano de Mosquera atacaron y entraron victoriosos a la capital, confirmando el poderío de los poderes regionales en contra del centralismo.
Factores esenciales para la derrota de los conservadores a pesar de su poder militar fue la incompetencia de sus comandantes, el desgano de sus soldados, la imposibilidad de movilizar sus tropas por las condiciones climáticas y geográficas y la acción de las guerrillas liberales. Fue la única guerra civil de Colombia en la que el vencedor fue el bando insurrecto.

## Causas
Un grupo de descontentos liberales y conservadores moderados formó una coalición llamada Partido Nacional y lanzó la candidatura presidencial del general Tomás Cipriano de Mosquera, en oposición a las de Mariano Ospina Rodríguez apoyado por el partido conservador y el clero católico y Manuel Murillo Toro apoyado por los liberales radicales.
Mosquera anunció que si triunfaba Ospina en elecciones, lo derrocaría con los liberales y si triunfaba Murillo Toro, con los conservadores, para obtener el apoyo liberal encontraba, sin embargo, un obstáculo aparentemente insalvable en el general José María Obando, quien era el más prestigioso caudillo del Partido Liberal Colombiano y de quien había sido enemigo irreconciliable.
La constitución de 1858 otorgó gran autonomía a los Estados soberanos de la Confederación Granadina en el manejo de sus asuntos internos, la emisión de sus propias constituciones estatales y el manejo de sus procesos electorales. El poder de fuerzas militares sobre estados la capacidad del gobierno general para intervenir en los asuntos locales fue reducido, esto trató de ser aprovechado por líderes ideológicos para quedarse con el dominio absoluto por parte de partidos políticos en el gobierno sobre estados enteros.
Ante la situación narrada en el párrafo anterior desde 1859 el presidente Mariano Ospina Rodríguez trató de obtener más posibilidades de poder e intervención sobre estados a través de reformas a la constitución, con una serie de leyes relacionadas con las potestades del Ejecutivo, el Ejército y el sistema electoral, sin embargo esto generó malestar en la mayoría de los Estados soberanos. Uno de los detonantes que influyó en el conflicto fue el decreto que pretendía la división del Estado Federal del Cauca, el mayor y más rico del país, a favor del poder central, entonces el general Tomás Cipriano de Mosquera buscó la separación del Cauca y Panamá, además de revueltas en las regiones de Santander, Boyacá, Bolívar y Magdalena en 1859, que reclamaban su soberanía. Valiéndose de amigos y parientes en Popayán, Mosquera logró la reconciliación con Obando. Otros estados se fueron uniendo a Mosquera y la confrontación terminó siendo de estados que exigían una soberanía propia y separación del gobierno en Bogotá.
En este estado de cosas, el gobierno de Ospina decidió declarar el 3 de septiembre de 1859 a la Confederación en estado de guerra “por causa de conmoción interior a mano armada”. Hasta entonces la conmoción interior se había restringido a los estados, pero muy pronto habría acciones contra el gobierno general.

## Acciones bélicas

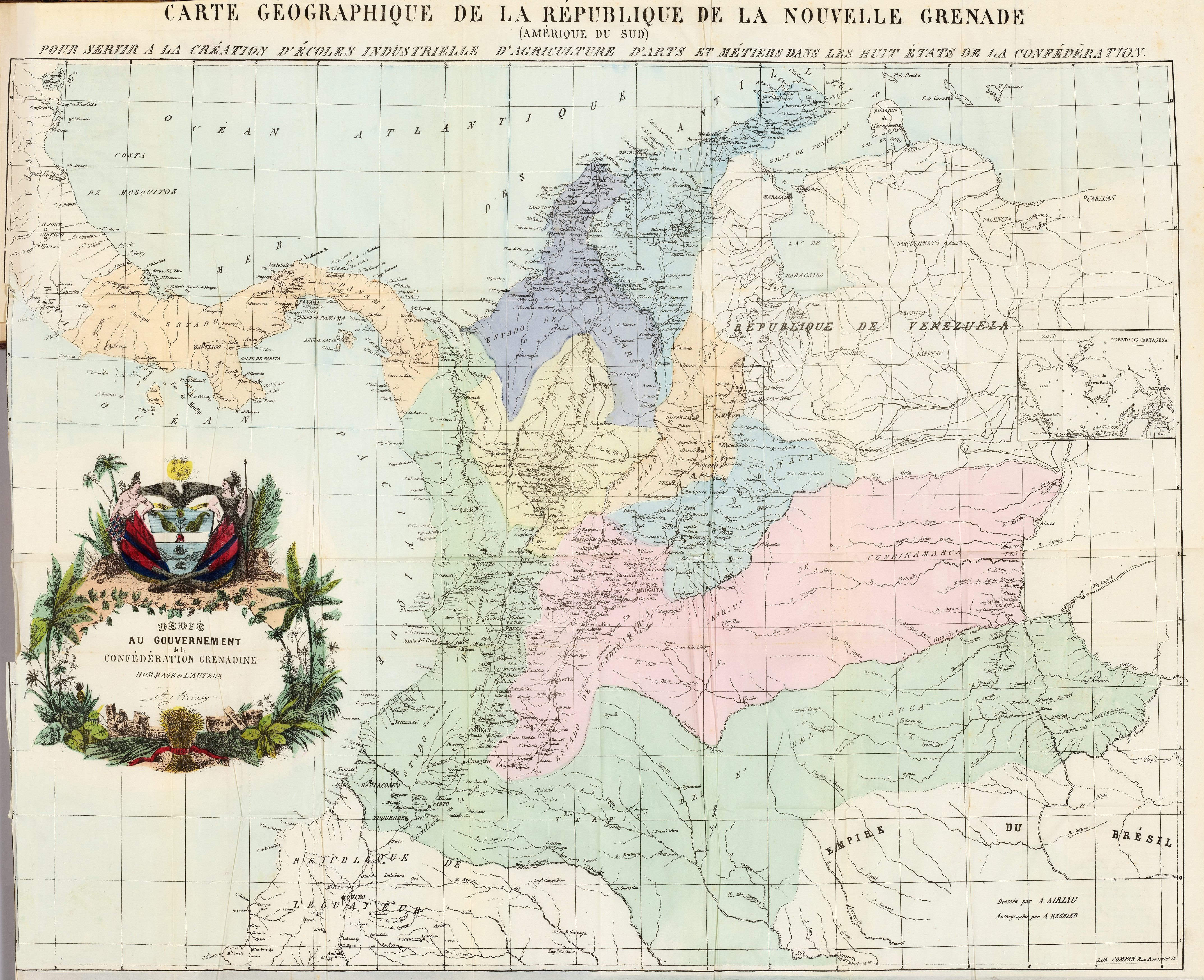
Mapa de la Confederación Granadina en 1858

El 28 de enero de 1860 el jefe conservador e inspector general en el Cauca, Pedro José Carrillo, se sublevó contra el gobernador liberal del estado, Tomás Cipriano de Mosquera, fundando y proclamándose presidente del Estado Soberano del Quindío, venciendo al general Pedro Murgueítio, jefe de las milicias del estado, en Cartago. Pero luego, en el sitio El Derrumbado, cerca de Buga, Mosquera unido a su antiguo rival, el general Obando, derrotan a Carrillo. El gobierno de Ospina desconoce la actuación de Carrillo y lo nombra después en un alto cargo.
El 8 de mayo Mosquera rompió relaciones con el gobierno general y se declaró "Supremo Director de la Guerra" y presidente provisorio de los Estados Unidos de la Nueva Granada (como así se llamaban los territorios sublevados) con su cuartel general en Cartago. En el sitio conocido como La Concepción, cerca de Buga, el 19 de agosto las tropas de Mosquera, al mando del general Eliseo Payán, vencieron a las tropas conservadoras de Antioquia y Cauca que combatían unidas.
Con el ánimo de invadir Antioquia que se hallaba en poder conservador por el sur, Mosquera con 3.000 hombres marcharon sobre Manizales vía Santa Rosa de Cabal, el presidente Ospina enterado de sus planes mandó tropas con el general Joaquín Posada Gutiérrez a hacerle frente.
Mientras Ospina salió para Santander con cuatro mil soldados al mando del general Pedro Alcántara Herrán, quien había dejado su cargo diplomático en Washington para defender su gobierno, pero el presidente lo sustituyó por Julio Arboleda, por tener este vínculo familiar con el líder rebelde.
El gobernador del Estado Federal de Antioquia, Rafael María Giraldo organizó la tercera división del Ejército de la Confederación ordenada por el gobierno central para hacerle frente a Mosquera, nombrando como jefe al general Braulio Henao y a Posada Gutiérrez como comandante general.
Después del triunfo del general Mosquera en el combate de Las Guacas el 12 de agosto de 1860, llegó a la Aldea de María (Villamaría), e intentó un acuerdo de paz con Henao y Posada, pero estos se mostraron intransigentes ante la certeza del triunfo debido a lo bien fortificada que estaba Manizales, pues habían ubicado gran cantidad de soldados y cañones en sitios claves de la ciudad como en el alto de Chipre y en Olivares en la salida para Neira.
Mosquera entra por sorpresa la mañana del 28 de agosto, presentándose un combate de más de ocho horas. En el sitio conocido como El Observatorio (actual barrio Chipre) Mosquera es derrotado y obligado a retroceder a la Aldea de María, viéndose obligado a llegar a un acuerdo. Al día siguiente celebró un convenio llamado "la esponsión de Manizales", por el cual se comprometía a retirarse al Cauca, desarmar su ejército y entregar sus armas, mediante ciertas garantías que debería otorgarle el gobierno de la Confederación como amnistía general a los rebeldes y el anulamiento del decreto de desmembración del Estado del Cauca, sin embargo, tanto el presidente Ospina Rodríguez no aprobó expresamente ese arreglo (porque contaba con un ejército bien armado y disciplinado de 6.000 hombres) como el jefe revolucionario aprovechó la tregua para continuar mejorar su posición y preparase para atacar la capital.
Mosquera llegó a Popayán, reorganizó sus tropas y en el sitio conocido como Segovia (La Plata, Huila), derrotó el 19 de noviembre de 1860 a las fuerzas del gobierno al mando del general Joaquín París tras tres horas de lucha. Con esta victoria, las fuerzas liberales allanarón el camino para controlar el río Magdalena, y así estar en posibilidad de tomar la capital de la república. En Neiva se le une José Hilario López y obtienen sucesivos triunfos siendo el más importante el de La Barrigona, cerca al puerto de Beltrán (Cundinamarca). El 3 de marzo de 1861 Mosquera le propone al general Pedro Gutiérrez Lee, gobernador de Cundinamarca, una suspensión de hostilidades por seis días conocido como el Armisticio de Chaguaní. La renuncia del presidente, y su reemplazo por un designado por el congreso de confianza para ambos bandos considerado en este armisticio no fue aceptada.
Tras esto el líder liberal reorganizó sus fuerzas, avanzó por La Vega a la sabana de Bogotá y en Subachoque en el cerro de Santa Bárbara se produce el 25 de abril de 1861 la batalla de Campo Amalia o  Subachoque, llamado por la tropas revolucionarias Campo Amalia, en honor a la hija de Mosquera. Mosquera y López se enfrentan con 2.700 hombres al general Joaquín París, quién estaba al mando de 5.000 soldados. Después de un día de intenso y sangriento combate y de quedando mil muertos en el campo de batalla el general París es derrotado. Se acordó una nueva tregua con el pretexto de enterrar a los muertos y durante ella, el 29 de abril se produce la Emboscada de El Rosal, donde muere lanceado el general Obando, quien llegaba procedente del sur a reforzar a Mosquera.
Mosquera se reúne el 4 de mayo en Subachoque con el general Santos Gutiérrez con un refuerzo de 800 soldados y caballería, que venía de derrotar las fuerzas gobiernistas en el sitio de Hormezaque, cerca de Socha (Boyacá), el 14 de febrero de 1861. Acampan en Serrezuela y ubican tropas en Cuatro Esquinas para bloquear a Bogotá por el suroccidente, otras se dirigen a Torca, norte de Bogotá y desde allí envían tropas al Puente del Común quedando sitiada la capital.
Las tropas del gobierno al mando del general Ramón Espina se instalan en el norte de Bogotá en el sitio conocido como El Papayo, hoy La Cita, retroceden a Usaquén y como consideraban que podían ser atacadas desde La Calera se movieron hacia la hacienda El Chicó. En la hacienda Santa Ana situada entre los dos campamentos, los gobiernistas al mando del coronel Liborio Escallón tienden una emboscada a las tropas de Mosquera causándole más de cincuenta bajas entre muertos, heridos y presos. Desde El Chicó sale Espina a atacar a Mosquera que se encontraba acampando en la hacienda Santa Bárbara, pero es derrotado el 13 de junio en la batalla de Usaquén por las tropas conjuntas de este y Santos Acosta causándole más de doscientos muertos. Espina pide una tregua para enterrar a los muertos pero le es negada por Mosquera.
Mosquera acampa con sus tropas en el río Arzobispo y da la orden de atacar los reductos de tropas gobiernistas que se encontraban en Monserrate, San Diego, San Victorino y Las Cruces, los cuales son derrotados después de feroz combate con gran pérdida de vidas por ambos bandos.
Mientras tanto, en la población de Carolina del Príncipe, al norte del estado de Antioquia, las tropas conservadoras a las órdenes del coronel Braulio Henao derrotaron el 16 de junio a las tropas liberales comandadas por Ramón Santodomingo Vila, gracias a su mayor número tras seis horas de lucha, cayendo prisioneros toda la cúpula militar liberal. El resto de los prisioneros fue liberado tras entregar sus armas y emprender la salida del estado.
El pánico se apodera de Bogotá. El ex-presidente Ospina Rodríguez y su hermano Pastor huyen a Antioquia el 28 de junio por el camino de La Mesa pero fueron sorprendidos tres días después siendo perseguidos y al cabo de un largo día de lucha caen presos en la hacienda El Tigre. Llevados ante Mosquera son condenados a muerte (usando como pretexto la fuga y persecución sangrienta de los prisioneros federalistas que se hallaban en el Colegio del Rosario, hoy Universidad del Rosario, y la muerte del general Obando en el sitio El Rosal), pena que es conmutada por presidio en Bocahica, gracias a la intervención del arzobispo Alcántara de Herrán y su hermano Pedro.
El 18 de julio de 1861 Mosquera y sus hombres entran en la capital. Un día después de la toma de Bogotá, hizo fusilar a Plácido Morales, Andrés Aguilar y Ambrosio Hernández, tomó prisioneros además del  presidente y su hermano Pastor, a Bartolomé Calvo.
El 20 de julio Mosquera dictó el decreto de Tuición de Cultos, que subordinaba las autoridades eclesiásticas al gobierno civil; expulsó luego a los jesuitas por su abierto apoyo a los conservadores. El 9 de septiembre dictó el decreto sobre “Desamortización de Bienes de Manos Muertas”, o sea, muchos de los bienes eclesiásticos fueron vendidos en subasta pública.
El 3 de noviembre redujo a prisión al arzobispo Herrán y el 5, decretó la extinción de las comunidades religiosas que no aceptaran la tuición y la desamortización.[cita requerida]
El gobierno provisional en manos de Mosquera creó el Estado Federal del Tolima (12 de abril de ese año), erige a Bogotá como Distrito Federal (23 de julio), solicitud que se venía planteando hacía más de diez años y que desde entonces sería la sede del gobierno central.

## Últimas etapas de la guerra

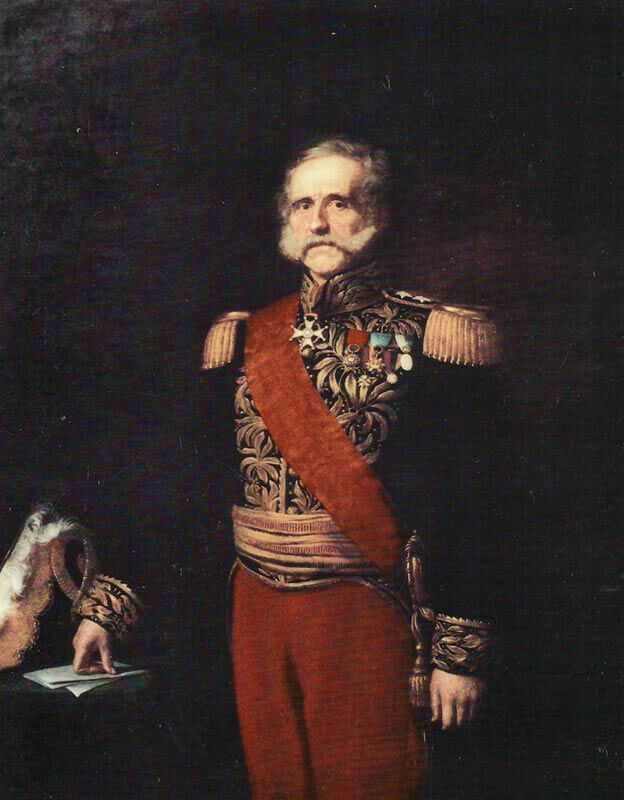
General Tomás Cipriano de Mosquera

La guerra continuó en varios estados del país: en el sur del Tolima las guerrillas comandadas por Pedro Rivera y en el norte la guerrilla de Los Juanchos comandados por Juan Nepomuceno Lozano no daban tregua al gobierno liberal. Desde Guasca las guerrillas conservadoras se trasladaban continuamente a hostigar a Bogotá, en Santander las tropas del presidente de ese estado, general Leonardo Canal, seguían alzadas en armas, lo mismo sucedía en Antioquia con Braulio Henao, y en el Cauca con Julio Arboleda.
Meses antes Arboleda había apoyado al gobierno en el Estado Federal del Magdalena, al ser sitiado por los liberales en Santa Marta, logró escapar en un buque llevando rehenes a Panamá donde los fusiló. Pasó a Popayán donde montó un patíbulo y fusiló a muchos rebeldes dominando así el Estado del Cauca (agosto de 1861).
El general Henao se traslada de Antioquia a Cartago con sus tropas y en el sitio El Roble se entrevista con Arboleda que había sido nombrado comandante de las fuerzas de Antioquia y Cauca y gobernador del Estado del Cauca. Juan José Nieto, presidente de Bolívar, envía tropas a Antioquia derrotando a las fuerzas conservadoras en Santo Domingo por lo que el general Henao sale precipitadamente de Cartago y lo derrota el 14 de enero de 1862. A su regreso al Cauca vence al general Eliseo Payán en La Honda.
Arboleda vence en Los Árboles, cerca de Popayán a los revolucionarios y envía a Joaquín María Córdova al mando de 1.500 hombres a reforzar a Rivera en el Tolima, pero es derrotado por un destacamento de trescientos indios de Tierradentro comandados por el coronel Avelino Rosas. Al conocer este hecho Arboleda se retira a Cali, regresa a Popayán y se instala en un sitio conocido como Antonmoreno. El general Henao llega a Cali donde fue vencido el 25 de marzo de 1862 por Payán en Las Hojas quedando prisionero. Arboleda al conocer de este hecho va a Cali y el 11 de abril en El Cabuyal derrota a Payán, lo pone preso y libera a Henao regresando a su cuartel en Antonmoreno.
Sale luego para la frontera con Ecuador, y en Tulcán, con el apoyo del líder conservador payanés Miguel Arroyo Hurtado y del Coronel pastuso José Francisco Zarama, derrota a las fuerzas del nuevo presidente Gabriel García Moreno, quién pedía una explicación por la invasión de las tropas de Arboleda durante la persecución de liberales refugiados en Ecuador. Las tropas de Zarama capturaron a García Moreno y Arboleda obligó a García Moreno a firmar un tratado de paz; tras ascender a General a José Francisco Zarama, por sus méritos en la batalla de Tulcán, y cuando regresaba a Popayán, Arboleda fue asesinado en las montañas de Berruecos, ubicada en el municipio de La Unión, al norte de Pasto.
En febrero de 1862 el general Canal derrota a Mosquera en el puente de Boyacá y marcha a Bogotá. En el convento de San Agustín, el 25 de febrero el general Valerio Francisco Barriga durante dos días se defiende heroicamente obligando a Canal a continuar su marcha a Cartago (marzo) siendo perseguido por Mosquera.
El 18 de septiembre tiene lugar en Cartago, en el sitio conocido como Santa Bárbara, la batalla más importante de esta guerra donde se enfrentaron las tropas conservadoras antioqueñas al mando del gobernador general Rafael María Giraldo contra las liberales del general Santos Gutiérrez. Después de muchas horas de combate y de la pérdida de más de cuatrocientos hombres entre ellos el general Giraldo y un número similar de heridos, el Estado Federal de Antioquia se rinde ante el gobierno central.

## Consecuencias
Mosquera se encaminó a Antioquia y asumió el gobierno de ese Estado convocando una convención, la cual se instaló el 4 de febrero de 1863 en Rionegro y en ella se le dio al país el nombre de Estados Unidos de Colombia (1863-1886). Los 61 delegados a la convención eran todos liberales y para presidirla se eligió a Francisco J. Zaldúa por 27 votos a favor contra 22 de Mosquera. Entre los asuntos tratados en esta convención pero no aprobados fue declarar a la ciudad de Panamá como la capital de los Estados Unidos de Colombia y la separación de Bogotá del Estado Federal de Cundinamarca (Distrito Especial).
Mosquera tuvo que salir a combatir al general Juan José Flores, jefe de las fuerzas armadas del Ecuador, quién se había apoderado de Tumaco y Túquerres con 5000 infantes, 1000 jinetes y algunas piezas de artillería, quedando encargado del gobierno Juan José Uricoechea. Los ecuatorianos habían cruzado la frontera el 21 de noviembre de ese año.
La intención de los ecuatorianos, aparte de las rencillas políticas entre ambos gobiernos, era la anexión de la región de Pasto, que consideraban como propia. Mosquera dejó en San Juan de Pasto a 2000 de sus hombres y avanzó con 1000 soldados de vanguardia a enfrentar al enemigo, aguardándolo en el pueblo de Guachucal, cercano a Túquerres, pero viendo la superioridad numérica del enemigo decidió retroceder y ordenó al resto de sus tropas abandonar Pasto para unir sus fuerzas, la ciudad fue inmediatamente ocupada por los ecuatorianos mientras varios batallones de soldados conservadores colombianos desertaron y pasaron a apoyar a las fuerzas invasoras.
El 26 de noviembre Mosquera avanzó con sus tropas hasta Sapuyes, cercana a Túquerres, y luego Chaitán donde dividió sus fuerzas en dos, una atacó el puente de Malavar y otra el de San Guillermo, posiciones que defendía el general ecuatoriano Manuel Tomás Maldonado, siendo rechazado en ambas ocasiones. En esos momentos Mosquera se hallaba en la planicie de Chupadero y Maldonado aconsejó a Flores atacar al enemigo en retirada con la caballería, lo que fue rechazado por este último.
El ejército colombiano entonces optó por moverse continuamente evitando presentar batalla hasta haberse reagrupado completamente tras su derrota entrando finalmente en territorio enemigo.
Mosquera finalmente se atrincheró en Cuaspud el 3 de diciembre de 1863, donde derrotó las tropas ecuatorianas en una decisiva batalla tres días después y obligó a Flórez a firmar un tratado de paz en la hacienda Pinzaquí, situada en territorio ecuatoriano. El tratado lo firman el general Flórez por el Ecuador y por Colombia el secretario de relaciones exteriores Antonio González Carazo.
Los conservadores de Antioquia que se habían dedicado al contrabando de armas por Urabá con destino al Tolima y Cundinamarca con el fin de continuar la guerra, aprovecharon que el general Mosquera había comisionado al general Payán para llevar tropas de Antioquia al Ecuador. Las tropas al mando del general Pedro Justo Berrío derrotaron y dieron muerte el 4 de enero de 1864 en el combate del Cascajo, cerca de Marinilla, al gobernador liberal Pascual Bravo. Ante el dominio de este partido en Antioquia y Tolima el presidente liberal Manuel Murillo Toro (1864-1866) reconoció estos gobiernos para evitar la prolongación de la guerra.
Murillo Toro fue reemplazado por el designado José María Rojas Garrido, ya que el titular Tomás Cipriano de Mosquera se encontraba en Europa. Desde el inicio de su gobierno Mosquera tuvo diferencias con el Congreso, el cual cerró el 29 de abril de 1867 declarándose dictador. Santos Acosta jefe del ejército lo apresó, el Congreso lo destituyó y lo desterró a Lima por tres años nombrando al general Santos Acosta como presidente.
Durante cuarenta y siete días los Estados Unidos de Colombia tuvieron dos presidentes: Santos Acosta y el general panameño Joaquín Riascos, quien era en ese entonces presidente del Estado Federal del Magdalena y a la vez designado a la presidencia. Al tener noticias de que Mosquera había cerrado el Congreso, Riascos se declaró presidente de la nación en Santa Marta el 12 de mayo. Cuando conoció la noticia de la detención del dictador el 28 de junio el general Riascos hizo dejación del cargo y reconoció a Santos Acosta.
El general Santos Gutiérrez, recordado por su triunfo en el combate de Santa Bárbara en Cartago, fue elegido por el Congreso como presidente para el período 1868 a 1870. Durante su gobierno se descubrió que el gobernador conservador de Cundinamarca Ignacio Gutiérrez Vergara recibía apoyo en armas y guerrilleros del Estado Federal de Antioquia, por lo cual fue sometido a juicio y condenado a seis meses de cárcel.